# Karl Hipfinger
Karl Hipfinger (Vienna, 28 ottobre 1905 – 20 aprile 1984) è stato un sollevatore austriaco.
Ha vinto la medaglia di bronzo alle Olimpiadi di Los Angeles 1932 e quella d'oro agli europei di Vienna nel 1929, nei pesi medi.